# متارامینول
متارامینول (انگلیسی: Metaraminol) که با نام‌های آرامین, متارادرین و متارامین نیز به فروش می‌رسد، ایزومر فضایی متا هیدروکسی نورافدرین بوده و نوعی آمین مقلد سمپاتیک قوی می‌باشد که برای درمان فشارخون پایین , به ویژه افت فشار ناشی از بیهوشی به کار می‌رود. این دارو آگونیست گیرنده آلفا آدرنرژیک بوده و تا اندازه‌ای نیز همانند یک آگونیست بتا عمل می‌کند
از این دارو همچنین برای درمان پریاپیسم نیز استفاده می‌شود. هرچند کاربرد آن برای این منظور به تأیید نرسیده است، اما طاهرا مؤثر است.